# بطولة أمريكا الجنوبية لألعاب القوى 1926
بطولة أمريكا الجنوبية لألعاب القوى 1926 هي النسخة الـ 4 من بطولة أمريكا الجنوبية لألعاب القوى. أقيمت في مونتفيدو بالأوروغواي. تصدرت الأرجنتين جدول الميداليات برصيد 34 ميدالية منها 17 ذهبية.

## جدول الميداليات
| الترتيب | منتخب      | ذهبية | فضية | برونزية | المجموع |
| ------- | ---------- | ----- | ---- | ------- | ------- |
| 1       | الأرجنتين  | 17    | 9    | 8       | 34      |
| 2       | تشيلي      | 6     | 11   | 9       | 26      |
| 3       | الأوروغواي | 0     | 3    | 5       | 8       |